# 27 Dywizja Piechoty (II RP)

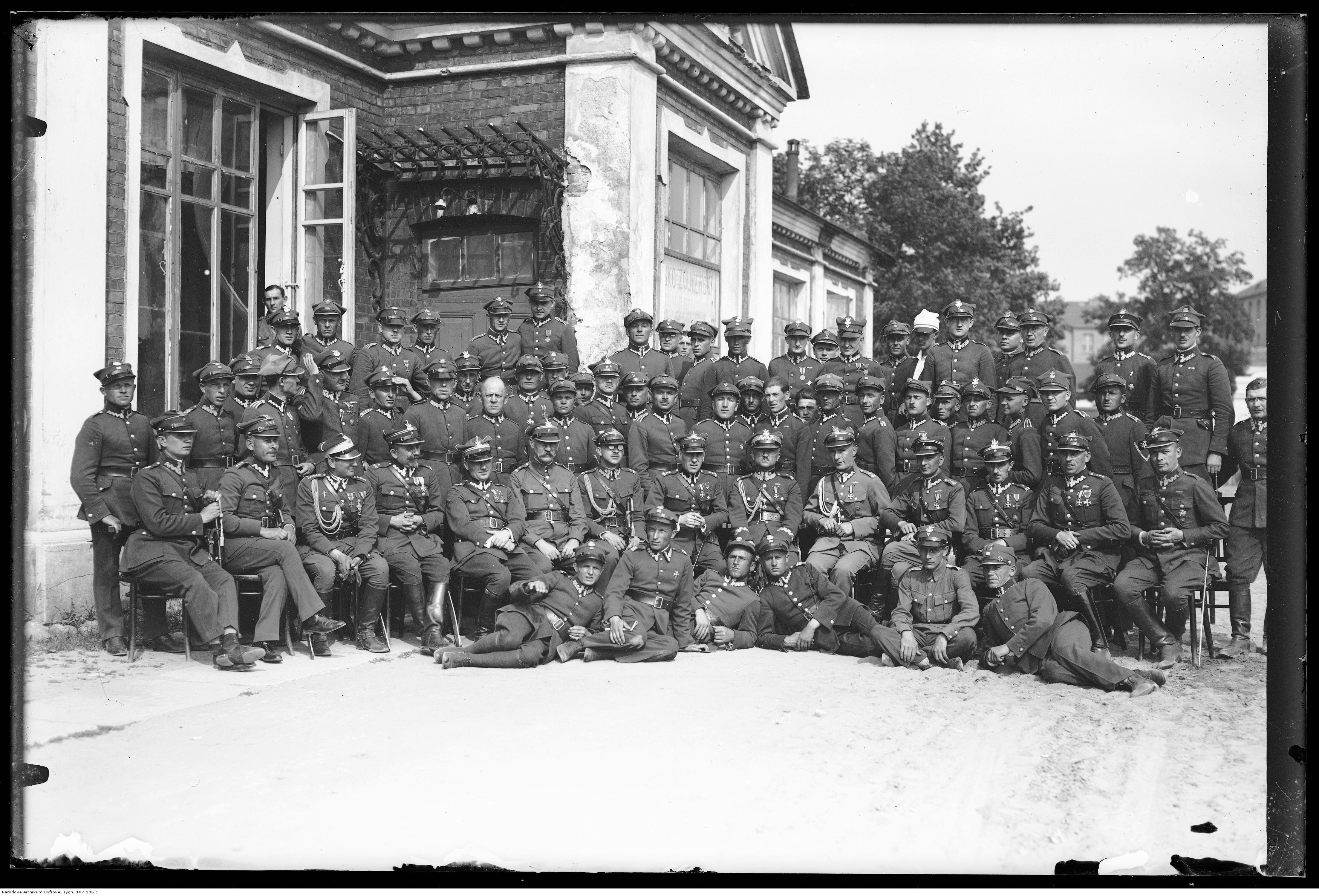
Oficerowie i podoficerowie dywizji, rok 1928

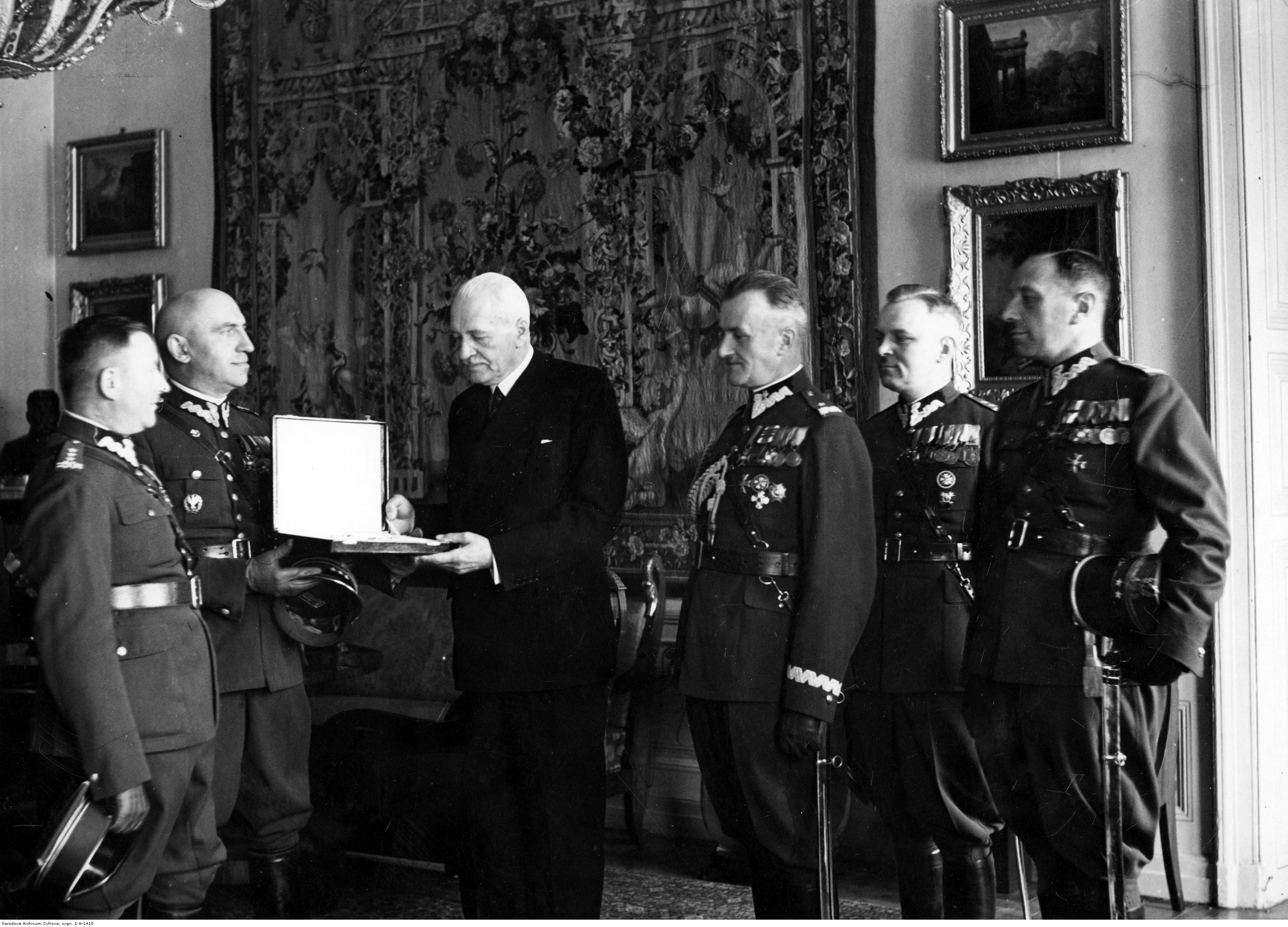
Delegacja 27 DP na audiencji u prezydenta RP Ignacego Mościckiego. Trzeci z prawej gen. Juliusz Drapella

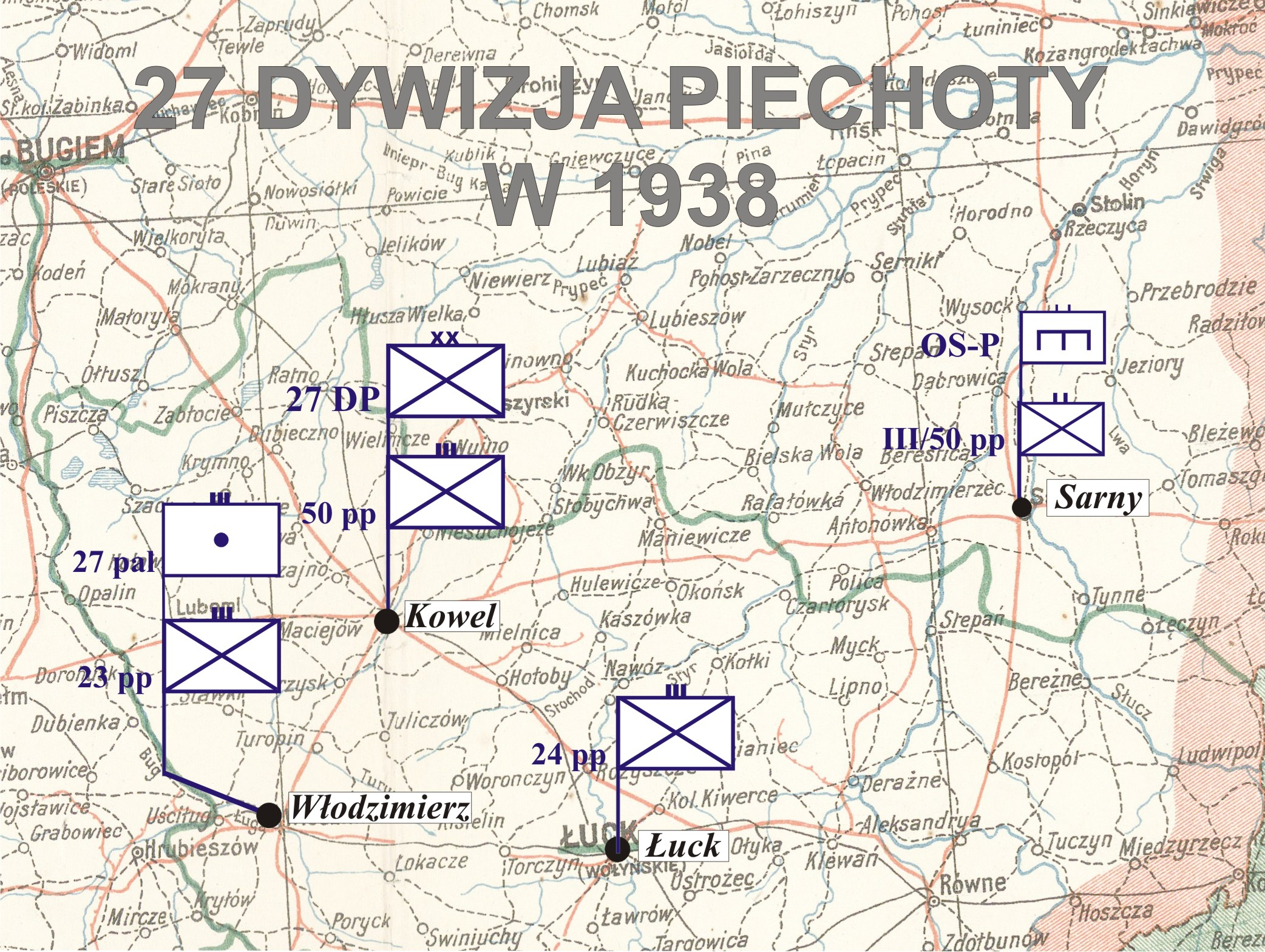
27 DP w 1938

27 Dywizja Piechoty (27 DP) – wielka jednostka piechoty Wojska Polskiego II RP.
W okresie  międzywojennym dowództwo 27 DP stacjonowało w Kowlu. W jej skład w 1923 wchodziły: 23 pp, 24 pp i 50 pułk piechoty.

W czasie kampanii wrześniowej dywizja walczyła w składzie Armii „Pomorze”. Pierwotnie, przeznaczona do Korpusu Interwencyjnego, wysunięta została nad granicę Wolnego Miasta Gdańska. W czasie przebijania się na południe, poniosła ciężkie straty w starciu z korpusem Guderiana pod Świekatowem i Trutnowem. Po wycofaniu pod Włocławek została zreorganizowana. Pozostawała w północnej osłonie grupy Armii „Poznań-Pomorze” i broniła przepraw pod Płockiem. Została rozbita nad dolną Bzurą, resztki dotarły do Warszawy, gdzie wzięły udział w obronie na Mokotowie.

## Formowanie
Dywizja powstała w wyniku powojennej reorganizacji Wojska Polskiego z 18 października 1920. W jej skład weszły pułki piechoty z 3 DP Leg. (23 pp), 2 DP Leg. (24 pp) i 13 DP (50 pp).
Siedziba dowództwa przez cały okres II RP znajdowała się w Kowlu, a jej oddziały stacjonowały we Włodzimierzu Wołyńskim, Łucku i Sarnach.

## Dywizja w kampanii wrześniowej 1939

### Mobilizacja
Mobilizacja alarmowa dywizji dowodzonej przez gen. bryg. Juliusza Drapellę została przeprowadzona 14–16 sierpnia 1939 r. Zgodnie z planem mobilizacyjnym stanowiła wraz z 13 DP Korpus Interwencyjny. 17–18 sierpnia została przerzucona transportami kolejowymi do rejonu Bydgoszcz – Inowrocław, a następnie przesunięta 24 – 27 sierpnia na płd.-zach. od Starogardu Gdańskiego. Po rozwiązaniu Korpusu Interwencyjnego dywizję podporządkowano Armii „Pomorze” gen. Władysława Bortnowskiego.

### Działania bojowe

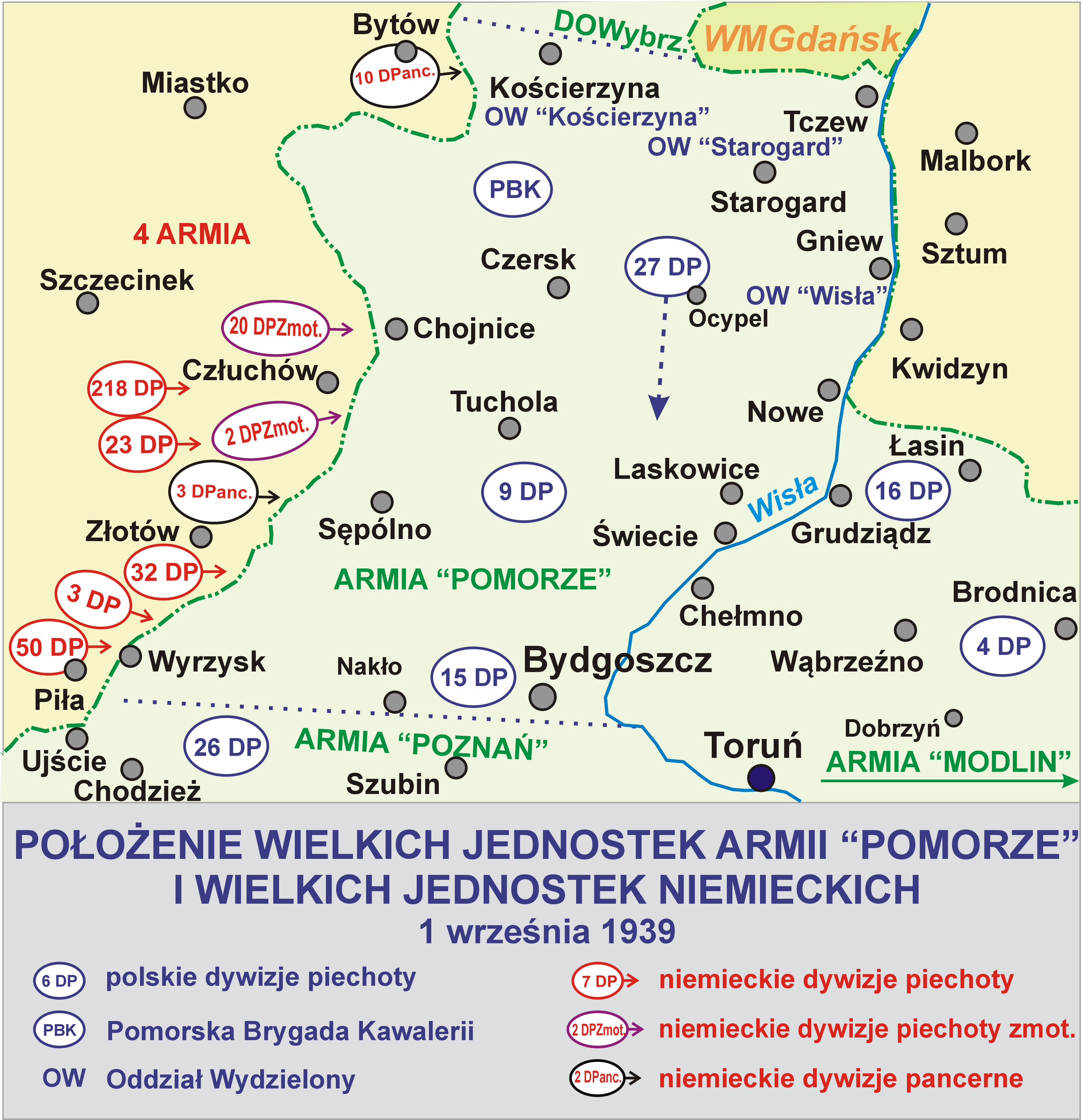
Dywizja walczyła w składzie Armii „Pomorze”

1 – 5 września
1 września dywizja otrzymała kolejno rozkaz marszu do rejonu Torunia, a następnie współdziałania z 9 DP w kierunku Sępolna. Wieczorem ponownie zmieniono rozkaz, nakazując marsz na Toruń. 2 września dywizja przebijała się przez linie niemieckie pod Świekatowem (50 pułk piechoty) oraz Tuszynami (23 i 24 pp). 3 września została odcięta od reszty Armii „Pomorze”. W ciężkich bojach pod Terespolem Pomorskim i Świeciem odłączyły się od głównych sił dywizji 50. pp, który następnie w lasach pod Wierzchucinem został rozbity wraz z 9 DP oraz częściowo 24 pp i 27 pułk artylerii lekkiej. Pozostała część dywizji dotarła do Kanału Bydgoskiego 4 września, gdzie zajęła pozycje obronne. 5 września skierowana została do rejonu na południe Torunia i przesunięta do odwodów Armii „Pomorze” celem reorganizacji.
6 – 15 września
Od 6 września przebiegała reorganizacja dywizji. W jej skład włączono: 208 pułk piechoty (rezerwowy z Inowrocławia), batalion ON „Starogard” oraz 48 i 68 dywizjony artylerii lekkiej (z dotychczasowej artylerii dywizyjnej uratowano 4 baterie). W ten sposób uzupełniono 23 pułk piechoty i odtworzono 24 pułk piechoty (wzmocniony 83 batalionem). W nowym składzie dywizja zabezpieczała Toruń od zachodu. Utworzono Grupę Operacyjną gen. Drapelli w składzie 27 Dywizja Piechoty, improwizowany pułk Pomorskiej Brygady Kawalerii i inne mniejsze oddziały, z zadaniem osłony odwrotu głównych sił Armii „Pomorze” w kierunku Sochaczewa i Warszawy. 7 września wieczorem 27 DP na rozkaz dowódcy Armii „Pomorze” przesunęła się na linię rzeki Tążyna, na której miała pozostawać w gotowości do odparcia ewentualnego natarcia nieprzyjaciela. 8 września stoczono tu kilkugodzinną walkę ogniową z przeciwnikiem nacierającym od Gniewkowa (na kierunku z Torunia nie stwierdzono niemieckiej aktywności), po czym w godzinach nocnych rozpoczęto marsz w kierunku Włocławka. Tego samego dnia (8 września) do dywizji dołączył 22 pułk piechoty wraz z II dyonem 9 pal z rozbitej 9 DP. 9 września po forsownym marszu nocnym 27 DP zorganizowała obronę przejściową od Włocławka do Brześcia Kujawskiego (27 DP wraz z 15 DP oraz Poznańską Brygadą ON zabezpieczała tyły Armii „Pomorze”). Na rozkaz dowódcy Armii cofnięto obronę prawego skrzydła Dywizji nad rzekę Zgłowiączkę i wysłano oddział wydzielony w sile 24 pp z 48 dal po osi Wieniec – Osięciny. Oddział ten 10 IX stoczył pod Osięcinami kilkugodzinną walkę z niem. 309 pp z 208 DP, po czym zagrożony odcięciem drogi odwrotu przez zmotoryzowany pościg wycofał się w walce na Brześć Kujawski, tracąc działa 2 baterii 48 dal. Na odcinku w rejonie Nowy Młyn – Wieniec 22 pp odparł silne natarcie 208 DP, które wdarło się w polskie stanowiska, lecz przeciwnatarciem zostało wyrzucone. Poniesione w walce straty spowodowały konieczność rozwiązania I batalionu 22 pp. 11 września weszła w skład Grupy Operacyjnej gen. Tokarzewskiego-Karaszewicza. W tym dniu w styczności ogniowej z Niemcami (Brygadą Netze) znajdował się cały odcinek Dywizji nad Zgłowiączką, m.in. atak na pozycje 22 pp został odparty energicznym wypadem polskich żołnierzy. 12 września walki kontynuowano, a o zmierzchu, przy bierności przeciwnika (50 DP i Brygady Netze), wyruszono na nową linię obrony Dobrzyń – Jezioro Rakutowskie – Świątkowice. Wydzielono zarazem II batalion 22 pp wraz z baterią 9 pal do odwodu Grupy Operacyjnej gen. Tokarzewskiego-Karaszewicza, w składzie której 27 DP (wraz z 15 DP) znalazła się od 11 września. Po ciężkich walkach zakończonych odrzuceniem nieprzyjaciela, 13 września dywizja zorganizowała obronę w rejonie Gostynina. Od 14 września 27 DP razem z 15 DP prowadziła przeciwnatarcia na niemiecki przyczółek pod Płockiem, jednak bez większych rezultatów.
16 – 27 września
16 września dywizja otrzymała rozkaz marszu na Gąbin. Zaatakowana przez nieprzyjaciela musiała przejść do przeciwnatarcia w rejonie Uderz – Stare Budy. 17 września wskutek silnego ataku lotnictwa niemieckiego pod Iłowem 27 DP została rozbita. Luźne grupy przebijały się na Modlin i Warszawę, prowadząc sporadyczne walki. Do Warszawy dotarła tylko grupa w sile około jednego batalionu i razem z batalionem 59 pp z 4 DP utworzono z nich pułk, który został skierowany na Powązki jako odwód.

#### Ośrodek Zapasowy 27 DP
OZ 27 DP znajdował się we Włodzimierzu. Między innymi w oparciu o znajdujące się w nim wojsko sformowano Grupę „Włodzimierz”, która w dniach 14 i 15 września skutecznie broniła miasta przed atakami 4 Dywizji Lekkiej.
Wobec agresji sowieckiej postanowiono zdemobilizować grupę. Zwolniono z szeregów  wszystkich żołnierzy zamieszkałych na wschód od Bugu, pozostali mieli indywidualnie przebijać się na Węgry. Demobilizacja nastąpiła 18 września. Pozostały tylko 3 baony, które przeszły na zachodni brzeg Bugu, ale 19 września na rozkaz gen. Smorawińskiego 2 powróciły do Włodzimierza. Tu skapitulowały przed Armią Czerwoną.
- dowódca ośrodka – ppłk Józef Gawlik (I zastępca dowódcy 23 pp)
- dowódca batalionu nadwyżek 23 pp – mjr Franciszek Młynarczyk
- dowódca batalionu nadwyżek 24 pp – ?
- dowódca batalionu nadwyżek 50 pp – ppłk Józef Kutyba (I zastępca dowódcy 50 pp)

### Organizacja wojenna we wrześniu 1939 roku
- Kwatera Główna 27 DP

Piechota dywizyjna
- 23 pułk piechoty
- 24 pułk piechoty
- 50 pułk piechoty Strzelców Kresowych
- samodzielna kompania karabinów maszynowych i broni towarzyszącej nr 23
- kompania kolarzy nr 23

Artyleria dywizyjna
- 27 pułk artylerii lekkiej
- 27 dywizjon artylerii ciężkiej
- bateria motorowa artylerii przeciwlotniczej 40 mm typ A nr 27 – kpt. art. Władysław Bandrowski
- samodzielny patrol meteorologiczny nr 27 (27 pal)

Jednostki broni
- 27 batalion saperów
- kompania telefoniczna 27 DP
- szwadron kawalerii dywizyjnej – mjr Mieczysław Ipohorski-Lenkiewicz

Jednostki i zakłady służb
- sąd polowy Nr 27 (Dowództwo 27 DP)
  - szef sądu – mjr aud. mgr Marian Michał Weryński
  - sędzia – kpt. aud. rez. Ignacy Szablowski
  - sędzia – por. aud. rez. Zygmunt Rudolf[10]

| Obsada personalna Dowództwa 27 DP w marcu 1939 | Obsada personalna Dowództwa 27 DP w marcu 1939  | Obsada personalna Kwatery Głównej 27 DP we wrześniu 1939 | Obsada personalna Kwatery Głównej 27 DP we wrześniu 1939 |
| ---------------------------------------------- | ----------------------------------------------- | -------------------------------------------------------- | -------------------------------------------------------- |
| dowódca dywizji                                | gen. bryg. Juliusz Alfred Drapella              | dowódca dywizji                                          | gen. bryg. Juliusz Alfred Drapella                       |
| dowódca piechoty dywizyjnej                    | płk dypl. piech. Gwido Karol Kawiński           | dowódca piechoty dywizyjnej                              | płk dypl. piech. Gwido Karol Kawiński                    |
| stanowisko wyłącznie w organizacji wojennej    | stanowisko wyłącznie w organizacji wojennej     | dowódca artylerii dywizyjnej                             | płk dypl. art. Andrzej Juliusz Uthke                     |
| komendant Rejonu PW Konnego                    | mjr kaw. Mieczysław Henryk Ipohorski-Lenklewicz | dowódca kawalerii dywizyjnej                             | mjr kaw. Mieczysław Henryk Ipohorski-Lenklewicz          |
| szef sztabu                                    | ppłk dypl. Stanisław Bobrowski                  | szef sztabu                                              | ppłk dypl. Stanisław Bobrowski                           |
| I oficer sztabu                                | kpt. dypl. piech. Jerzy Wacław Nowakowski       | oficer operacyjny                                        | kpt. dypl. Oskar Grzeczkowski                            |
| I oficer sztabu (dubler)                       | kpt. dypl. art. Aleksander Kieres               | pomocnik oficera operacyjnego                            |                                                          |
| II oficer sztabu                               | kpt. adm. (piech.) Edmund Józef Katlewski       | oficer informacyjny                                      | kpt. adm. (piech.) Edmund Józef Katlewski zm. 17 IX 1939 |
| stanowisko wyłącznie w organizacji wojennej    | stanowisko wyłącznie w organizacji wojennej     | pomocnik oficera informacyjnego                          | kpt. Aleksander Butkiewicz                               |
| dowódca łączności                              | kpt. łącz. Stanisław Kmiecik                    | dowódca łączności                                        | kpt. łącz. Stanisław Kmiecik                             |
| stanowisko wyłącznie w organizacji wojennej    | stanowisko wyłącznie w organizacji wojennej     | kwatermistrz                                             | kpt. dypl. piech. Jerzy Wacław Nowakowski                |
| oficer taborowy                                | mjr tab. Karol Czulak                           | dowódca taborów                                          |                                                          |
| oficer intendentury                            | kpt. int. Jan Piotr Brunon Danysz               | szef służby intendentury                                 | kpt. int. Jan Piotr Brunon Danysz zm. 17 IX 1939         |
| stanowisko wyłącznie w organizacji wojennej    | stanowisko wyłącznie w organizacji wojennej     | oficer gospodarczy Kwat. Gł.                             | ppor. int. rez. Wacław Chruściel                         |

### Ordre de Bataille dywizji 17 września o godz 0.01
- 23 pułk piechoty – płk Jerzy Wroczyński
- 24 pułk piechoty – ppłk. dypl. Julian Grudziński
- 208 pułk piechoty – ppłk Jan Szewczyk
- II dywizjon 27 pułku artylerii lekkiej
- 48 dywizjon artylerii lekkiej
- 68 dywizjon artylerii lekkiej
- 27 dywizjon artylerii ciężkiej – ppłk Ostapowicz
- 48 batalion saperów
- szwadron kawalerii dywizyjnej nr 27 – mjr. Iphorski

## Obsada personalna dowództwa dywizji
Dowódcy dywizji
- płk piech. / gen. bryg. Gustaw Kuchinka (IX 1921 – †6 XII 1923)
- płk piech. / gen. bryg. Bolesław Kraupa (III – X 1924 → dyspozycja ministra spraw wojskowych)
- płk piech. / gen. bryg. Karol Krauss (X 1924 – II 1927 → stan spoczynku z dniem 30 IV 1927)
- płk SG / gen. bryg. Jerzy Wołkowicki (7 III 1927 – 29 X 1932 → przydzielony do II wiceministra spraw wojskowych)
- płk dypl. piech. / gen. bryg. Juliusz Drapella (29 X 1932 – IX 1939 → niemiecka niewola)

Dowódcy piechoty dywizyjnej
- płk SG Wacław Jan Przeździecki (od 1 IX 1921)
- płk piech. Adolf Dąbrowski (do 13 VII 1923 → praktyka poborowa w DOK II)
- płk piech. Stanisław Tarabanowicz (13 VII 1923 – 31 III 1927 → członek OTO)
- płk dypl. Juliusz Drapella (31 III 1927 – 29 X 1932 → dowódca 27 DP)
- płk piech. Marian Turkowski (VI 1933 – 1936 → komendant CWPiech.)
- płk dypl. piech. Gwido Kawiński (1936 – IX 1939)

Szefowie sztabu
- kpt. pd SG Józef Grodecki (od 1 IX 1921)
- kpt. pd SG (piech.) Władysław Michalski (do IX 1923[12])
- mjr pd SG (art.) Tadeusz Procner (IX 1923[12] – 10 I 1924[13])
- kpt. pd SG (piech.) Władysław Michalski (od I 1924[14])
- kpt. / mjr SG (piech.) Mieczysław Zatłokal (15 X 1924[15] – X 1925 → dowódca I/19 pp)
- mjr SG Marian Morawski (15 X 1925 – 31 X 1927 → zastępca dowódcy 24 pp)
- mjr dypl. Jan Maksymilian Sokołowski (31 X 1927 – 23 XII 1929 → PUWFiPW)
- mjr dypl. Marian Kułakowski (23 XII 1929 – 23 X 1931 → 3 pac)
- mjr dypl. Stanisław II Skowroński (23 X 1931 – 9 XII 1932)
- ppłk dypl. Stanisław Sadowski (9 XII 1932 – 7 VI 1934 → DOK X)
- mjr / ppłk dypl. Tadeusz Adam Wasilewski (20 VI 1934 – 1 I 1937)
- ppłk dypl. Stanisław Bobrowski (1 I 1937 – 17 IX 1939)

### Żołnierze Dywizji (w tym OZ) – ofiary zbrodni katyńskiej
Biogramy zamordowanych znajdują się na stronie internetowej Muzeum Katyńskiego
| Nazwisko i imię   | stopień           | zawód             | miejsce pracy przed mobilizacją | zamordowany |
| ----------------- | ----------------- | ----------------- | ------------------------------- | ----------- |
| Gawlik Józef      | podpułkownik      | żołnierz zawodowy |                                 | Katyń       |
| Walerian Orłowski | major             | żołnierz zawodowy |                                 | Katyń       |
| Stawarz Stanisław | major             | żołnierz zawodowy |                                 | Katyń       |
| Tucki Antoni      | podporucznik      | żołnierz zawodowy |                                 | Katyń       |
| Łupiński Piotr    | porucznik rezerwy |                   |                                 | Charków     |